# ヘンリー・ヴィゼテリー
ヘンリー・リチャード・ヴィゼテリー（Henry Richard Vizetelly、1820年7月30日 - 1894年1月1日）は、イングランドの出版事業者、作家。『Pictorial Times』や『Illustrated Times』を創刊し、『イラストレイテド・ロンドン・ニュース』の特派員としてパリやベルリンで働いていた時期に数冊の本を書き、1887年に出版社ヴィゼテリー社 (Vizetelly and Company) をロンドンで設立した。

## 経歴
ヴィゼテリーは、印刷工の息子として、ロンドンに生まれた。木版の職人としての徒弟修行に入り、その初期に彫った版木のひとつは「オールド・パー」ことトーマス・パーの肖像であった。1849年にカリフォルニアで金が発見されたとき、ヴィゼテリーはサンフランシスコにいた。ヴィゼテリーが「J・ティルウィット・ブルックス (J. Tyrwhittt Brooks)」という変名で発表した『California』という本は、金鉱脈の見つかった地域で過ごした4か月の冒険を綴ったものであった。
1843年、『イラストレイテド・ロンドン・ニュース』の成功に勇気づけられたヴィゼテリーは、兄ジェームズ・トマス・ヴィゼテリー（James Thomas Vizetelly、1817年 - 1897年）とアンドリュー・スポッティスウッド（Andrew Spottiswoode、1787年 - 1866年）とともに、『Pictorial Times』を創刊し、その後数年間は順調に経営した。1855年には、デヴィッド・ボーグ（David Bogue、1812年 - 1856年）と共同で、『Illustrated Times』という三文新聞 (a three-penny paper) を創刊し、こちらは数年後に『Penny Illustrated Paper』と合併した。ヴィゼテリーの弟フランク・ヴィゼテリー（Frank Vizetelly、1830年 - 1883年）は、戦争画家であり、南北戦争の際には、両方の陣営の立場から作品を描き、また、『イラストレイテド・ロンドン・ニュース』の特派員としてエジプトへ派遣された。フランク・ヴィゼテリーは、コルドファンにおけるヒックス・パシャことウィリアム・ヒックスの軍勢の壊滅以降、消息を絶った。
1865年、ヴィゼテリーは、『イラストレイテド・ロンドン・ニュース』のパリ特派員となった。このパリに滞在していた時期に、彼は『Paris in Peril』（1882年）、『The Story of the Diamond Necklace』（1867年）など数冊の本を出版し、また、マリウス・トパン (Marius Topin) 『L'homme au masque de fer』（1870年）の自由な翻訳を『The Man in the Iron Mask'』と題して出版した（書名は『鉄仮面』の意）。
1872年に、ヴィゼテリーはベルリンへ転任となり、当地で『Berlin under the New Empire』（1879年）を著した。1887年、ヴィゼテリーは、ロンドンで出版社ヴィゼテリー社 (Vizetelly and Company) を設立し、フランスやロシアの作家の翻訳書多数の出版を始めた。1888年、 ヴィゼテリーは、エミール・ゾラの『大地』の翻訳がわいせつ文書誹毀にあたるとして起訴されて、罰金100ポンドを課され、翌1889年に再版した際にも再び起訴されて、罰金200ポンドを課された上に、3か月間投獄された。
1893年、ヴィゼテリーは、『Glances Back through Seventy Years』と題した自伝的回顧録を書き、1840年から1870年の間にパリやロンドンで展開していた文学的ボヘミアを生々しく描き出した。ヴィゼテリーは、1894年1月1日に、サリー州ファーナムに近いティルフォードの「ヘザーランズ (Heatherlands)」で死去した。
ヴィゼテリーは、ワインへの造詣も深く、『The Wines of the World Characterized & Classed: with some particulars respecting the beers of Europe』（1875年）や『Facts About Champagne and Other Sparkling Wines Collected During Numerous Visits to the Champagne and Other Viticultural Districts of France, and the Principal Remaining Wine-Producing Countries of Europe（1879年）なども著した。1873年のウィーン万国博覧会と1878年のパリ万国博覧会では、イギリス代表としてワインの審査団に加わった。さらに、1882年には『A History of Champagne: with notes on the other sparkling wines of France』を出版した。
ヴィゼテリーと最初の妻との間には、4人の息子たちが生まれ、そのうちアーネスト・アルフレッド・ヴィゼテリー（1853年 - 1922年）は、父が手がけたエミール・ゾラの翻訳の一部に手を入れ、わいせつにあたる不穏当な部分を削除した内容で1880年代に出版した。ヴィゼテリーは二人目の妻エリザベス・アン・アンセル (Elizabeth Anne Ansell) との間にも、娘1人と息子1人をもうけ、この息子フランク・ホレス・ヴィゼテリー（1864年 - 1938年）は、レキシコグラファー（辞書学者/辞典編纂者）、語源学者、編集者となった。
ヴィゼテリーは、オーストリア皇帝フランツ・ヨーゼフ1世からフランツ・ヨーゼフ勲章ナイト級を授与された。